# Oprám

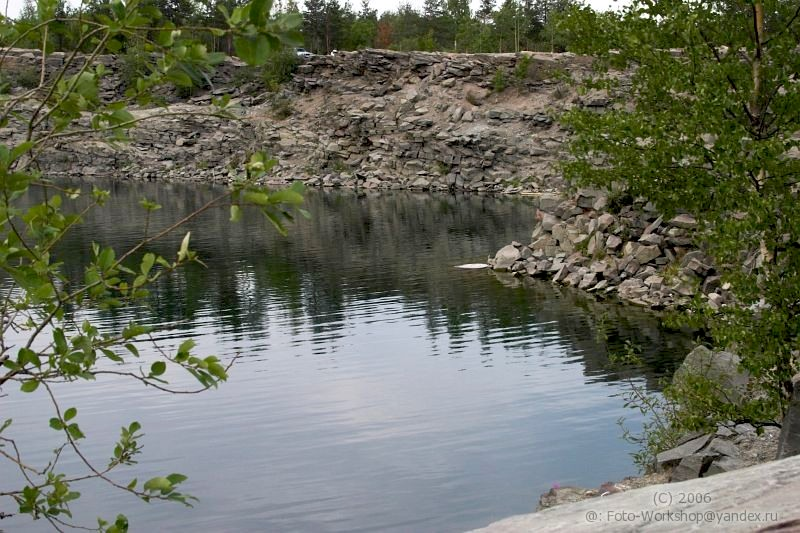
Oprám u Petrozavodsku

Oprám je zatopené místo po těžbě. Vzniká propadem vytěženého hlubinného dolu nebo zatopením jámy vzniklé povrchovou těžbou. V hornickém názvosloví má širší význam jako povrchový lom nebo povrchový důl, případně i skrývku.
Oprámy často tvoří i jméno samotné vodní plochy, která slouží pro koupání. Příkladem je například varvažovský nebo telnický Oprám.